# Agrotis parvisignata
Agrotis parvisignata är en fjärilsart som beskrevs av Escalera 1920. Agrotis parvisignata ingår i släktet Agrotis och familjen nattflyn. Inga underarter finns listade i Catalogue of Life.